# Petrarca Rugby 2001-2002

## Super 10 2001-02

### Stagione regolare
| Incontro                     | Andata | Ritorno |
| ---------------------------- | ------ | ------- |
| Petrarca — L’Aquila          | 47-7   | 25-18   |
| GRAN Parma — Petrarca        | 15-15  | 15-27   |
| Petrarca — Viadana           | 22-0   | 30-17   |
| Rovigo — Petrarca            | 34-24  | 11-35   |
| Petrarca — Benetton          | 14-12  | 14-28   |
| Rugby Roma — Petrarca        | 9-36   | 24-29   |
| Petrarca — Amat. & Calvisano | 29-20  | 9-19    |
| Petrarca — Parma             | 19-11  | 9-33    |
| Bologna — Petrarca           | 22-60  | 44-52   |

#### Risultati della stagione regolare
| Posizione | G  | V  | N | P | PF  | PS  | DP   | B | Pt |
| --------- | -- | -- | - | - | --- | --- | ---- | - | -- |
| 2ª        | 18 | 13 | 1 | 4 | 496 | 339 | +157 | 6 | 60 |

### Fase finale
| Turno | Incontro                     | Andata | Ritorno |
| ----- | ---------------------------- | ------ | ------- |
| SF    | Amat. & Calvisano — Petrarca | 21-18  | 21-18   |

## European Challenge Cup 2001-02

### Prima fase
| Incontro                     | Andata | Ritorno |
| ---------------------------- | ------ | ------- |
| Pau — Petrarca               | 35-0   | 28-19   |
| Petrarca — Club de Rugby UCM | 41-12  | 36-29   |
| Petrarca — Colomiers         | 12-47  | 6-45    |

#### Risultati della prima fase
| Posizione | G | V | N | P | PF  | PS  | DP   | Pt |
| --------- | - | - | - | - | --- | --- | ---- | -- |
| 3ª        | 6 | 2 | 0 | 4 | 114 | 223 | -109 | 4  |

## Verdetti
- Petrarca qualificato alla European Challenge Cup 2002-03.